# Magnesi phosphat
Magie phosphat là một hợp chất vô cơ có công thức hóa học là Mg3(PO4)2. Nó là muối được tạo ra từ axit photphoric (H3PO4). Ngoài ra, magnesi còn có muối MgHPO4 và Mg(H2PO4)2. Trong đó, chỉ có muối MgHPO4 không tan, muối còn lại tan nhiều trong nước.